# 5819 Lauretta
5819 Lauretta è un asteroide della fascia principale. Scoperto nel 1989, presenta un'orbita caratterizzata da un semiasse maggiore pari a 2,5284637 UA e da un'eccentricità di 0,1629446, inclinata di 5,61267° rispetto all'eclittica.